# Ulica Racławicka w Częstochowie
Ulica Racławicka – jedna z ulic w Śródmieściu Częstochowy, rozciąga się pomiędzy ulicami Kilińskiego i ks. Popiełuszki. Ulica jest położona równoleżnikowo.
Ulicę Racławicką wytyczono w dwudziestoleciu międzywojennym, a do ul. Popiełuszki przebito w latach 70. XX wieku. 
Przy ulicy dominują przedwojenne wille i domy, obecne są także powojenne bloki i zaplecze Cepelii. Na rogu z ul. Dąbrowskiego stoi biurowiec Jantar.